# Джефф Страйкер
Джефф Страйкер (англ. Jeff Stryker; род. 1962; при рождении Чарльз Каспер Пейтон — Charles Casper Peyton) — американский порноактёр
 и порнорежиссёр
. В отличие от большинства порнозвёзд, приобрёл известность снявшись менее чем в 100 порнофильмах. Кроме того, известен тем, что являлся полнодиапазонным порноактёром. Снимался в гей, бисексуальных и гетеросексуальных порнофильмах. На протяжении всей карьеры сохранял практически модельную внешность и специфическую модель поведения на сцене.

## Биография
Чарльз Каспер Пейтон родился 21 августа 1962 года в Кармай, штат Иллинойс, США. Официальной информации о детстве немного. Известно лишь, что Страйкер начал тренироваться в спортивном зале с 11 лет. Примерным учеником не был, в возрасте 13 лет учился в военной школе, откуда вскоре был отчислен из-за неподобающего поведения. По этой же причине так и не окончил среднюю школу. Со слов актёра, он уже в подростковом возрасте осознал, что анатомически одарён гораздо больше, чем основная масса ровесников. Тогда же ему попался журнал с фотографиями Джона Холмса. Однако анатомические параметры Холмса его не поразили. По словам актёра, все мужчины в его семье были хорошо оснащены для секса. Гораздо больше его удивил факт, что Холмс, имея совершенно непривлекательную внешность, стал порнозвездой.
Бросив школу, Страйкер перебивался случайными заработками в Чикаго и непродолжительное время работал разнорабочим на добыче нефти в Техасе. А в 19 лет он устроился работать стриптизёром в шоу для женщин и быстро стал популярен. В течение 3 лет Страйкер часто ночевал в доме мужчины, более старшего по возрасту, о котором поговаривали, что он гей. В конечном итоге Страйкера также начали считать геем. «Жить в маленьком городе, население которого считает тебя геем — очень непросто», вспоминал позже Страйкер. В 1985 году он послал свои снимки одному рекрутёру с целью получить работу в порноиндустрии. Тот был настолько впечатлён, что показал фотографии Джону Трэвису, известному режиссёру. Трэвис предложил Джеффу Страйкеру сняться в его фильме, после чего последний вылетел в Лос-Анджелес.
В отличие от Питера Норта, начавшего свою карьеру в гей-порно, Страйкер дебютировал в гетеросексуальном порнофильме «The Good Time Girls». Вскоре последовали съёмки в бисексуальном порнофильме «The Switch Is On», который снял Джон Трэвис. Трэвис и Страйкер придумали образ, который Страйкер поддерживал все последующие годы. В фильмах он выполнял только активную роль, практически никогда не целовался, лишь занимался сексом, отдавая партнёрам команды, часто содержащие непристойные слова. Его низкий голос лишь добавлял командам властность и мощь. Разумеется, что этой модели он придерживался только в гей-порно. В гетеросексуальных порнофильмах его герой был заметно мягче. Союз ветерана порноиндустрии и способного новичка оказался успешным. Фильм «Powertool», снятый в 1986 году, был необычайно популярен, а со временем стал классикой гей-порно.
Известность Страйкера быстро выросла. Он начал сниматься у многих известных режиссёров. В их числе Мэтт Стерлинг, Уильям Хиггинс, Рон Джереми, Пол Томас и, конечно же, Джон Трэвис. Последний стал его ментором и другом на долгие годы. Журналисты неоднократно высказывали предположения, что дружба Трэвиса и Страйкера не вполне платоническая. Страйкер же предпочитал не вдаваться в подробности на эту тему. В 1988 году Джефф Страйкер снялся в фильме «Джэми любит Джеффа». Фильм стал бестселлером В конце 1980-х Страйкер начал работать в качестве режиссёра. Тогда же, подобно Трейси Лордз, он решил попробовать свои силы в обычном кино и снялся в малобюджетном фильме ужасов Зомби 4: После смерти. Однако, в отличие от Лордз, не возымел успеха как в первом фильме, так и в нескольких последующих.
В 1990-х Джефф Страйкер снимался нечасто, но, как правило, фильмы с его участием были очень популярны. Причин такой неплодовитости несколько. Во-первых (и, в главных), актёр запрашивал огромные для порноиндустрии деньги за своё участие в съёмках. Как правило, на порядок выше, чем остальные мужчины-исполнители. В конце 1990-х его гонорар доходил до 50 000 долларов за фильм. Во-вторых, актёр сам не желал участвовать в порно-конвейере, а, кроме того, очень придирчиво относился как к кандидатуре режиссёра, так и к выбору партнёров. Помимо съёмок в фильмах, Страйкер в конце 1990-х участвовал в шоу Jeff Stryker Does Hard Time. В начале 2000-х актёр перестал сниматься порнофильмах. В настоящее время проживает в Калифорнии. Иногда организует шоу. Владеет несколькими веб-сайтами, через которые продаёт специализированный набор товаров. В их числе фаллоимитатор, сделанный по слепку с его члена, смазку, майки, игральные карты, кукол, а также CD с кантри музыкой в своём исполнении.

## Судебные баталии
Во время своей порнокарьеры и после неё Джеффу Страйкеру неоднократно приходилось участвовать в судебных разбирательствах. Стоит задержаться на двух случаях. В 1993 году Страйкер подал иск против компаний Health Devices Inc. and California Publishers Liquidating Corp. Актёр требовал более миллиона долларов в качестве доли от продаж реалистичного фаллоимитатора, копирующего член Страйкера. Слушания начались со скандала. Судья Эрик Янгер, ознакомившись с обстоятельствами, заявил, что не желает принимать дело вследствие того, что всё в нём является извращением и рассмотрение подобного унижает суд. Сэнфорд Пэссмэн, адвокат Страйкера, заявил протест, сказав, что как предмет иска, так и действия, производимые с ним, являются абсолютно законными в штате Калифорния. Судья приостановил слушания, сказав, что поищет способ «вышвырнуть истца с окружением из зала» по закону. Однако законного способа не отыскалось, и Янгеру пришлось принять дело к рассмотрению. В конечном итоге, компании обязали выплатить Страйкеру 25 000 как компенсацию. Судья же после вынесения приговора потребовал, чтобы адвокаты актёра немедленно убрали из зала фаллоимитаторы и формы, которые использовались как вещественные доказательства.
В 2000-х Страйкер подал иск против Пола Кулака, владельца небольшого ночного клуба Kulak’s Woodshed. Клуб находится рядом с домом актёра. Страйкер хотел добиться закрытия клуба. В иске он заявил, что клуб представляет собой уменьшенное подобие Студии 54. Подобное соседство породило множество неудобств, в числе которых шум, наркотики, скандальные посетители, вандализм, граффити и проблемы с парковой автомобиля. Страйкер заявил, что такое соседство мешает ему работать над автобиографией, за которую он уже получил задаток в сумме 25 000 долларов. Кулак в свою очередь обвинил Джеффа Страйкера в том, что он угрожает ему и создаёт своим поведением неудобство для посетителей клуба. Судебное разбирательство тянулось довольно долго. В конце концов клуб остался там, где и был, а, кроме того, ему позволили работать на час дольше, чем раньше. Страйкер заявил, что будет подавать апелляцию.

## Личная жизнь
Карьера Джеффа Страйкера пришлась на время, когда множество актёров, снимавшихся в порнофильмах, пострадали от ВИЧ. Страйкер, хотя и не пользовался презервативами на съёмках, избежал заражения. Однако сам актёр не считает это простым везением. Он объясняет этот факт тем, что снимался не так уж много, уделял внимание подбору партнёров и не употреблял тяжёлых наркотиков. Он признался, что иногда курит марихуану, а из алкогольных напитков пьёт только пиво. Он также заявил, что, в отличие от большинства коллег, он никогда не зарабатывал проституцией. Актёру неоднократно задавали вопросы о его сексуальной ориентации. Он отвечал, что не определяет для себя жёстких границ в этом вопросе. В шутку он называл свои сексуальные предпочтения «универсальными».
Актёр имеет двух сыновей. Младшего — от своей подруги Дженнифер Арагон. После длительного судебного процесса Страйкер добился, чтобы его старший сын проживал с ним. В 2004 году его старший сын был жестоко избит группой латиноамериканских подростков. Актёр заявил, что нападение, вероятно, произошло на почве расовой ненависти. После этого в некоторых газетах появилась информация, что Страйкер является армянином и именно поэтому его сын подвергся нападению. Однако актёр сказал, что среди его предков есть только шотландцы, англичане и немцы. Кроме того, он добавил, что когда он забирал сына из школы, кто-то из школьников написал на его машине слово faggot. В 2006 году Страйкер решил по соображениям безопасности отправить сына на проживание в дом своей матери.

## Интересные факты
- Единоутробный брат Джеффа Страйкера также снимался в порнофильмах под именем Рик Страйкер. Но после участия в нескольких фильмах вышел из порнобизнеса.
- В Голландии была выпущена почтовая марка с изображением актёра[11].
- Режиссёр и журналист Джон Уотерс называл Страйкера порно-Кэри Грантом[12].
- Известная актриса и дизайнер Маргарет Чо является поклонницей актёра и получила от него в подарок реалистичный фаллоимитатор[13].
- «Красив, но выглядит несколько туповатым» — так описала Джеффа Страйкера Трейси Лордз в автобиографии[14].
- Джефф Страйкер позировал фотохудожникам Пьеру и Жилю[15].
- Актёр введён в Зал Славы AVN Awards.

## Избранная фильмография

### Гей-порно
- Jeff Stryker Does Hard Time 2001
- Stryker 2000 Solo Masturbation
- Powertool: Tenth Anniversary Edition 1998
- Jeff Stryker’s Underground 1997
- Santa’s Cummin’! 1996 Solo Masturbation
- J.S. Big Time 1995
- Stryker Force 1995
- The Tease 1994 Solo Masturbation
- 10 Plus 1992 Solo Masturbation
- 10 Plus Volume 2 1992 Solo Masturbation
- Busted 1991
- In Hot Pursuit 1991
- Just You & Me 1990 Solo Masturbation
- On the Rocks 1990
- The Look 1987
- In Hot Pursuit 1987
- Bigger Than Life  1986

### Гетеро и бисексуальное порно
- Stryker/Ryker in «RAW» (heterosexual)
- Stryker’s Best Powerful Sex (homosexual)
- Jamie Loves Jeff (heterosexual)
- cummin together (heterosexual)
- Dreaming of you (heterosexual)
- Heiress (heterosexual)
- Jamie Loves Jeff 2 (heterosexual)
- cyberstud" (heterosexual)
- strykers favorite sexual positions (heterosexual)
- Milk and Honey (heterosexual)
- Take Me (heterosexual)
- How to Enlarge your Penis (Heterosexual)
- The Rebel (heterosexual)
- The Giant (heterosexual)
- In Your Wildest Dreams (heterosexual)
- The Switch is On (bisexual)
- Every Which Way (bisexual)

### Прочие
- Can I Be Your Bratwurst, please (non-porn) режиссёр Роза фон Праунхайм 1999
- How to Enlarge Your Penis 1993
- Jeff Stryker’s Favorite Sexual Positions 1992
- After Death AKA Zombie 4: After Death (non-porn) 1988